# Daniel Giménez Cacho
Daniel Giménez Cacho est un acteur hispano-mexicain, né le 15 mai 1961 à Madrid. Il vit à Mexico depuis son enfance. Acteur pour de grands réalisateurs mexicains (Alfonso Cuarón, Guillermo del Toro, Arturo Ripstein) et étrangers (Pedro Almodóvar, Lucrecia Martel, Apichatpong Weerasethakul), il a reçu cinq Ariel, les plus importants prix du cinéma mexicain.

## Filmographie partielle
- 1991 : Cabeza de Vaca de Nicolás Echevarría - Dorantes
- 1991 : Uniquement avec ton partenaire (Sólo con tu pareja) d'Alfonso Cuarón - Tomás Tomás
- 1993 : Cronos de Guillermo del Toro - Tito
- 1995 : El callejón de los milagros de Jorge Fons - José Luis
- 1995 : Personne ne parlera de nous quand nous serons mortes d'Agustín Díaz Yanes - Oswaldo
- 1996 : Carmin profond d'Arturo Ripstein - Nicolás Estrella
- 1999 : Pas de lettre pour le colonel d'Arturo Ripstein - Nogales
- 1999 : Celos de Vicente Aranda - Antonio
- 2001 : Y tu mamá también d'Alfonso Cuarón - narrateur
- 2003 : Nicotina de Hugo Rodríguez - Beto
- 2004 : La Mauvaise Éducation de Pedro Almodóvar - père Manolo
- 2004 : Voces inocentes de Luis Mandoki - prêtre
- 2007 : La Zona, propriété privée de Rodrigo Plá - Daniel
- 2008 : Arráncame la vida de Roberto Sneider - général Andrés Ascencio
- 2010 : El infierno de Luis Estrada - capitaine Ramírez
- 2012 : Kill the Gringo d'Adrian Grunberg - Javi
- 2012 : Colosio: El asesinato de Carlos Bolado - José María Córdoba Montoya
- 2012 : Blancanieves de Pablo Berger - Antonio Villalta
- 2013 : Ne nous jugez pas de Jorge Michel Grau - Tito
- 2016 : La Promesse (The Promise) de Terry George - Père Andreasian
- 2017 : Zama de Lucrecia Martel - don Diego de Zama
- 2017 : El Presidente (La Cordillera) de Santiago Mitre - le Président du Mexique
- 2018 : Un extraño enemigo de Gabriel Ripstein - Fernando Barrientos, le chef de la police secrète du Mexique
- 2019 : Chicuarotes de Gael García Bernal - Chillamil
- 2021 : Memoria d'Apichatpong Weerasethakul - Juan Ospina
- 2022 : Bardo d'Alejandro González Iñárritu - Silverio

## Distinctions

### Récompenses
- 1992 : prix Rockefeller
- 1993 : 2003, 2012 : Ariel du meilleur acteur de cuadro pour Cronos.
- 1996 : Ariel du meilleur acteur pour Carmin profond.
- 2002 : Ariel du meilleur acteur pour Aro Tolbukhin. En la mente del asesino.
- 2003 : Ariel du meilleur second rôle masculin pour Nicotina.
- 2012 : Ariel du meilleur second rôle masculin pour Colosio: El asesinato.
- 2018 : Prix sud du meilleur acteur à la 12e cérémonie du Prix Sud pour Zama[1].

### Nomination
- 2013 : Prix Goya du meilleur acteur pour Blancanieves